# Thieves in the Temple
Thieves in the Temple is een nummer van de Amerikaanse muzikant Prince uit 1990. Het is de eerste single van zijn twaalfde studioalbum Graffiti Bridge.
Het nummer heeft een uniek geluid, dat rustig begint met echo's van keyboards en zang. Later zijn een synthbas, syncopische drummachines, Midden-Oosterse melodieën en opera-achtige gelaagde zang te horen. Prince samplet ook een mondharmonica-solo uit een opname van The Chambers Brothers. De tekst is emotioneel en beschuldigt iemand ervan Prince af te wijzen en tegen hem te liegen. De 'tempel' in de titel herinnert aan de vaak aanwezige spiritualiteit in veel van Prince' liedjes.
"Thieves in the Temple" leverde Prince wereldwijd een hit op, met bijvoorbeeld een 6e positie in de Amerikaanse Billboard Hot 100. In de Nederlandse Top 40 deed het nummer het nog beter met een 5e positie, terwijl het in de Vlaamse Radio 2 Top 30 de 9e positie behaalde.